# Bootleggers and Baptists

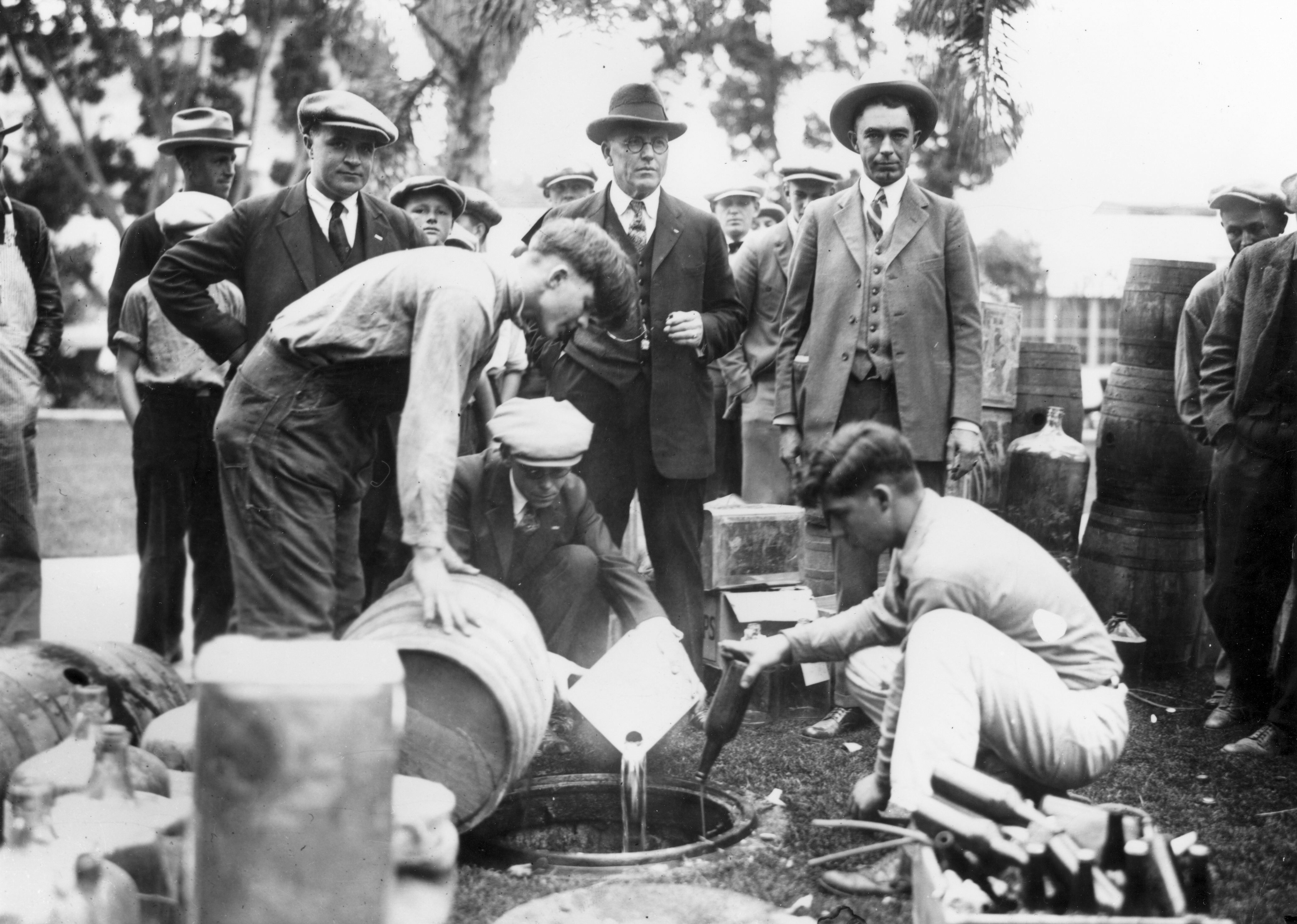
Ein Polizeieinsatz in Kalifornien gegen Alkohol, 1925

Bootleggers and Baptists ist der Name einer Wirtschaftstheorie, die der amerikanische Wissenschaftler Bruce Yandle erstmals veröffentlichte. Sie besagt, dass Gruppierungen mit grundsätzlich entgegengesetzten Zielen einander durchaus unterstützen, wenn jede dogmatisch nur ihr Ziel verfolgt, ohne dabei auf eventuelle negative Folgen für das eigene Schaffen durch gegensätzliche Gruppierungen zu achten.

## Hintergrund
Bootleggers (auf Deutsch Schwarzbrenner oder Schmuggler) und Baptists (deutsch: Baptisten; hier bezogen auf die strenggläubig-abstinente Richtung dieser Kirche, die sich unter anderem im sogenannten Bible Belt der Vereinigten Staaten findet) waren zwei gesellschaftliche Gruppierungen mit wenig Gemeinsamkeiten. In den Südstaaten der USA gibt es bis heute sogenannte „Dry Counties“ („trockene Landkreise“), in denen der Verkauf von alkoholischen Getränken eingeschränkt oder verboten ist (siehe Prohibition in den Vereinigten Staaten). Baptisten unterstützen mit anderen religiösen Gruppierungen diese Regelung aus moralischen Gründen. Gleichzeitig können Schwarzbrenner und Schmuggler nur deshalb hohe illegale Gewinne erzielen, weil der legale Verkauf verboten ist. So profitiert jede der Seiten von der anderen, weil auch die Kirchen höheren Zulauf haben durch die vielen Sünder. Am meisten profitierten allerdings Politiker, die auf der einen Seite rhetorisch die frommen Wünsche der Baptisten unterstützten, während sie andererseits Wahlkampfspenden der Kriminellen annahmen.

## Verwendung
Bjørn Lomborg verglich das Verhalten von Energieunternehmen und Umweltschutzorganisationen mit diesem Schlagwort, als in einem Gutachten des Weltklimarates davon ausgegangen wurde, dass in absehbarer Zeit 80 % der Energie aus erneuerbaren Energien erzeugt werden könnten. Sowohl die Energieerzeuger begrüßten dies, weil sie damit ihre Geschäftspolitik bestätigt sahen, als auch die Umweltschutzorganisationen, weil sie darin ihre Forderungen bestätigt sahen. In Wirklichkeit basierte die Studie auf illusorischen Annahmen aus einer einzigen von Greenpeace finanzierten Studie, während 163 gegenteilige Studien unbeachtet blieben. Damit würden die Klimawandel-Baptisten den Energiemilliardären helfen weiter Milliarden einzunehmen, ohne wirklich ihre Geschäftspolitik zu ändern.